# ファニー・ブライス

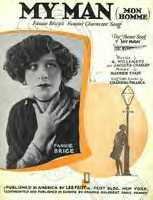
『マイ・マン』の楽譜の表紙

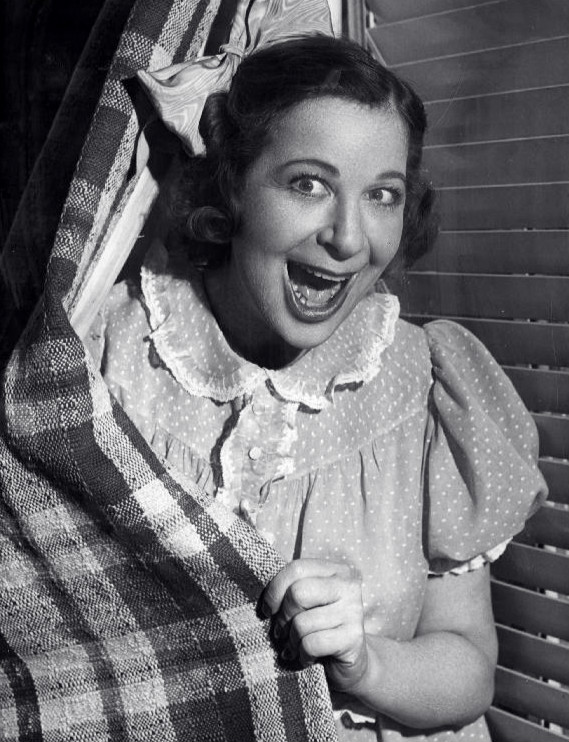
ベイビー・スヌークスに扮したファニー・ブライス

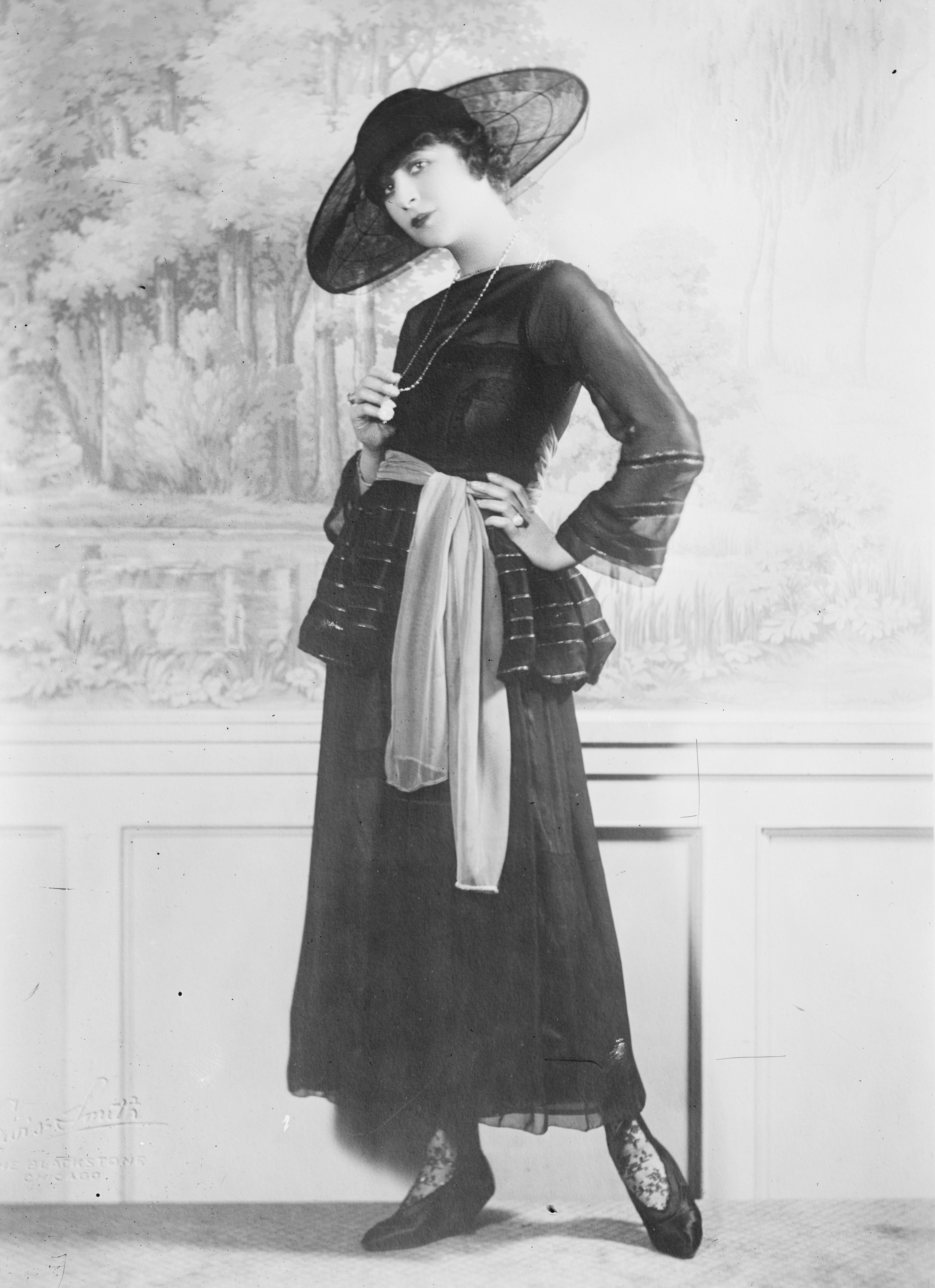
1910年代のファニー・ブライス

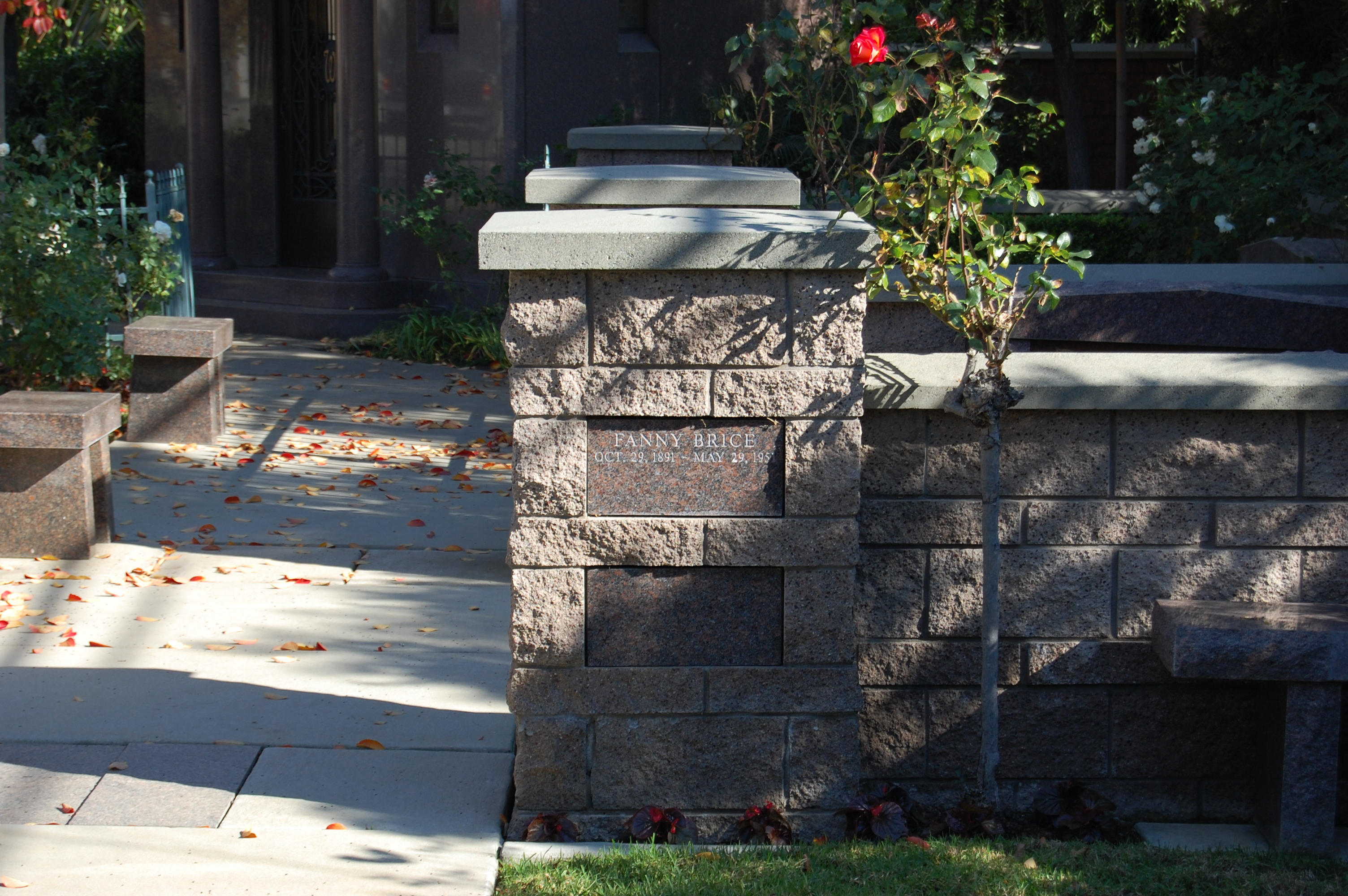
ファニー・ブライスの墓

ファニー・ブライス（英語: Fanny Brice または Fannie Brice, 1891年10月29日 - 1951年5月29日）は、アメリカ合衆国のコメディアン、イラストレイテッド・ソングのモデル、歌手、舞台女優、映画女優。多くの舞台、ラジオ番組、映画に出演した。
亡くなった13年後の1964年には、バーブラ・ストライサンド主演で伝記ミュージカル『ファニー・ガール』が上演され、さらに映画化（『ファニー・ガール』）、ストライサンドにアカデミー主演女優賞をもたらした。1975年にはその続編『ファニー・レディ』も作られた。

## 生涯
1891年、マンハッタンの生まれ。出生名はFania Borach。母親のローズ（旧姓はスターン、1867年-1941年）は10歳の時にアメリカに移民したユダヤ系ハンガリー人。父親のチャールズはアルザス地域圏からの移民で酒場のオーナーをしていた。ファニーは四人兄弟の上から3番目。上の二人は1887年生まれのフィリップ、1889年生まれのキャリー、下は1893年生まれのルイス。弟のルイスはルー・ブライス（Lew Brice）という名前で俳優・ダンサー・コメディアンをしていてメイ・クラークの最初の夫でもあった。
1908年、ファニーは学校を中退してヴィクトリア朝のバーレスク『The Girls from Happy Land Starring Sliding Billy Watson』に出演。2年後にはフローレンツ・ジーグフェルド・ジュニアと組んで、1910年と1911年には『ジーグフェルド・フォリーズ』の主役を務めた。1921年に『ジーグフェルド・フォリーズ』で歌った「マイ・マン」は大ヒットを記録。彼女の代表曲となり、1999年にはグラミーの殿堂入りを果たした。他にも20曲以上をビクタートーキングマシン社とコロムビア・レコードから発売した。
舞台では『Sweet and Low』、ビリー・ローズの『Crazy Quilt』。映画では『My Man』（1928年、フィルムは現存していない）、『Be Yourself!』（1930年）、ジュディ・ガーランドと共演した『Everybody Sing』（1938年）。フォリーズを扱った映画『巨星ジーグフェルド』（1936年）と『ジーグフェルド・フォリーズ』（1945年）には、オリジナルのフォリーズ・メンバーとしてただ一人出演した。
ラジオへの最初の出演は1930年の『Philco Hour』。最初のレギュラー出演は『The Chase and Sanborn Hour』（1933年）と思われる。

### ベイビー・スヌークス
1930年代から1951年に亡くなるまでファニーはラジオ番組でスヌークスという名前のやんちゃな赤ちゃんを演じた。元々はフォーリーズの寸劇（劇作家モス・ハートが共作）で演じたもの。ラジオは1936年、CBSラジオの『The Ziegfeld Follies of the Air』内のコーナーから。赤ちゃんに悩まされる「パパ」ことランスロット・ヒギンス役はアラン・リード。1937年12月からNBCの『Good News』で、またCBSに戻って『Maxwell House Coffee Time』（番組の前半はフランク・モーガンのショー、後半はファニーのコント）で演じ続けた。1944年9月、長年コント作家を務めてきたフィリップ・ラップとデイヴィッド・フリードマンに、新たにアーサー・スタンダーとエバレット・フリーマンが加わって、30分番組として一本立ちした。番組は1948年にNBCに移動。番組名は当初番組スポンサーにちなんで『Post Toasties Time』と名付けられたが、『The Baby Snooks Show』に改題。通称『Baby Snooks and Daddy』。ハンリー・スタッフォードがパパ役、リードがその雇い主ウィームッシュ氏を演じるスピンオフ版もある。スタッフォードはパパ役をもっとも長く演じた俳優でもあった。
ファニーが最初にベイビー・スヌークスを演じたのは45歳の時。またラジオ番組であったが、実際に赤ちゃんの衣装を着て芝居をした。他の共演者は、ママ役でLalive Brownell、ロイス・コルベット、アーリーン・ハリス、ジェリー役でダニー・トーマス、ルーイおじさん役でチャンーリー・カンター、ウィーミッシュ氏役でケン・クリスティ。ファニーは伝記作家ノーマン・カトコフにこう語ったことがある。「スヌークスは昔の私、私そっくり、大好きなタイプ。想像力豊かで、ひたむきで、元気いっぱい。いたずらはするけど良い子。悪気はないの。スヌークスが大好き。演じている時は彼女が本当にいるように一生懸命演じているわ。私がスヌークス。20分ばかり、ファニー・ブライスはいないの」。番組のプロデューサー・作家のエバレット・フリーマンは、ファニーはリハーサルが好きでなかったが、本番では我を忘れて役になりきっていたと証言している。「オンエア中、彼女はベイビー・スヌークスだった。さらに、番組終了から一時間経ってもまだベイビー・スヌークスだった。スヌークスの声色は消えていたが、スヌークスの気性、思考、行動はそのままだった」。
ファニー・ブライスとスタッフォードは一度だけテレビでベイビー・スヌークスとパパを演じたことがある。1950年6月のCBCテレビ『Popsicle Parade of Stars』でのことだ。これはファニーの唯一のテレビ出演でもあった。

### 私生活
私生活では、10代で理髪師フランク・ホワイトと結婚。ファニーが『College Girl』を巡業中だった1910年、マサチューセッツ州スプリングフィールドで知り合った。しかし、結婚は長く続かず、1913年にファニーは離婚訴訟を起こした。
二度目の結婚はプロのギャンブラーだったニッキー・アーンシュタイン。結婚前、アーンシュタインは盗聴の罪でシンシン刑務所に14か月服役していた。ファニーは毎週彼のところに面会に行っていた。1918年、6年間の同棲を経て結婚。しかし1924年、アーンシュタインはウォール街債権窃盗で起訴。ファニーは無実を訴え、裁判に大金を投じるが、有罪となり、アーンシュタインはレブンワース刑務所に服役した。1927年に釈放されるが9月17日、二人は離婚した。二人の間には子供が二人いて、姉のフランシス（1919年-1992年）は映画プロデューサーのレイ・スタークと結婚。スタークは後に『ファニー・ガール』を作った。また弟のウィリアム・ブライス（1921年-2008年）は抽象絵画で知られる画家となった。
1929年、ファニーはソングライターで舞台プロデューサーのビリー・ローズと結婚。『Crazy Quilt』などローズのレビューに出演するが、1938年に離婚した。

### 死
1951年5月29日、ファニー・ブライスはハリウッドのシーダーズ・サイナイ・メディカルセンターにて脳出血で死亡。59歳だった。同日、ファニー・ブライスの追悼として『The Baby Snooks Show』が放送され、ハンリー・スタッフォードの次の言葉で締め括られた。「私達は本物の、心優しい、素晴らしい女性を失いました」。遺体は火葬され、イーストロサンゼルスのHome of Peace Cemeteryに埋葬されたが、41年後、娘フランシスが亡くなった時に約20マイル西にあるウエストウッド・メモリアルパークに移された。そこには娘、息子、娘の婿スタークも一緒に眠っている。

## その他
1940年公開のチャールズ・チャップリン監督作品『独裁者』において、初期の脚本で独裁者の妻役が割りあてられており、ブライスが演じることを念頭に描かれていた(後に妻役は脚本から削除された)。

## レガシー
ファニー・ブライスは死後、ハリウッド・ウォーク・オブ・フェームに2つ刻まれている。映画への貢献を表す「映画カメラ」はハリウッド・ブールバード6415、ラジオへの貢献を表す「マイク」はバイン・ストリート1500。